# Spadel
 (février 2020).
 (juin 2023).
Spadel est un groupe belge qui produit et commercialise des eaux minérales naturelles, des eaux de source et des boissons rafraîchissantes à base d'eau minérale naturelle. Spadel est le dernier grand minéralier indépendant familial belge et emploie, en 2015, 747 personnes. Auparavant, la société s'appelait Compagnie fermière des eaux et bains de Spa et utilisait la marque Spa Monopole.
Spadel dispose de cinq sites de production en Europe : 
- Spa (eaux et limonades produites à Spa – Belgique)
- Bru (eaux de Bru, à Lorcé – Belgique)
- Wattwiller (Grandes Sources de Wattwiller, à Wattwiller – France)
- Carola (source à Ribeauvillé - France - depuis 2013 )
- Brecon Carreg (à Trapp-Llandeilo, Pays de Galles, Royaume-Uni)

## En bref
- 6 marques : Spa, Bru, Wattwiller, Carola,Brecon Carreg et Zyla.
- Dernier grand minéralier indépendant familial belge
- 4e place dans le classement des entreprises belges avec la meilleure réputation
- 231,1 millions d'euros de chiffre d’affaires (2014)
- Volume total de 576 millions de litres (2014)
- Résultat d’exploitation récurrent 23,5 mio euros (2014)
- 747 collaborateurs (2014)
- 53,5 millions d'euros d’investissements industriels en 5 ans (2014)
- Leader du marché des eaux minérales naturelles au Benelux
- Leader régional en Alsace et au Pays de Galles
- « L’Institut Henrijean » : laboratoire d’hydrogéologie et de R&D de référence européenne
- Les eaux minérales naturelles Spa ont obtenu en 2009 le 1er Prix Européen Qualité Eaux Minérales [3]
- Spadel est dans le Top-10 européen des entreprises durables
- Spa est fournisseur breveté de la Cour
- Entreprise axée sur une forte stratégie régionale.
- En 2024, Spadel se lance dans la commercialisation de boissons énergétiques basse calories sous la marque Zyla

## Actionnaires
La société Spadel appartient à hauteur de 93 % à Marc du Bois.